# Kanab Creek
Der  Kanab Creek ist ein 145 km langer, rechtsseitiger Nebenfluss des Colorado Rivers auf dem Colorado-Plateau im Südwesten der Vereinigten Staaten. Er entspringt im Kane County, Utah südlich der Wasserscheide zum Great Basin. Er verfolgt durchgehend eine südliche Richtung, nahe Kanab in Utah und nach Arizona. Ab hier bildet er die Grenze zwischen dem Mohave County und dem Coconino County und passiert Fredonia. Anschließend wäscht er einen Seiten-Canyon des Grand Canyon aus und mündet im Grand-Canyon-Nationalpark in den Colorado River. 
Die Quelle und der Verlauf in Utah liegen nur knapp westlich des Grand Staircase Escalante National Monuments, in Arizona fließt der Kanab Creek durch die Kaibab Paiute Indian Reservation der Paiute-Indianer und die 1984 eingerichtete Kanab Creek Wilderness, ein Naturschutzgebiet vom Typ eines Wilderness Areas, der strengsten Klasse von Naturschutzgebieten in den Vereinigten Staaten. 
Das Tal des Kanab Creek war von frühen Indianer-Kulturen der Basketmaker und Anasazi dünn besiedelt, Ruinen ihrer Siedlungen und Artefakte werden entlang des ganzen Verlaufs gefunden.